# Siergiej Lapunow
Siergiej Michajłowicz Lapunow (ros. Серге́й Миха́йлович Ляпуно́в; ur. 18 listopada?/30 listopada 1859 w Jarosławiu, zm. 8 listopada 1924 w Paryżu)  – rosyjski kompozytor, dyrygent i pianista.

## Życiorys
Syn astronoma Michaiła Lapunowa i młodszy brat matematyka Aleksandra Lapunowa. 
W 1878 rozpoczął naukę w Konserwatorium Moskiewskim. Studiował kompozycję u N. Huberta i Siergieja Taniejewa oraz grę fortepianową u W. Wilborga i Paula (Pavel) Pabsta. Studia ukończył w 1887 . W 1887 wyjechał do Petersburga, gdzie związał się z kręgiem kompozytorów skupionych wokół Milija Bałakiriewa .
Do jego najznakomitszych utworów należą: 12 etiud transcendentalnych op. 11, napisanych pod wpływem Ferenca Liszta, a także pieśni Szczyty gór .
W 1909 Lapunow skomponował poemat symfoniczny pt. Żelazowa Wola op. 37 na pamiątkę setnej rocznicy urodzin jego mistrza, Fryderyka Chopina .